# Остафьево (посёлок)
Остафьево — посёлок в Новомосковском административном округе Москвы  (до 1 июля 2012 года в составе Подольского района Московской области). Входит в состав района Щербинка.

## Население
Согласно Всероссийской переписи, в 2002 году в посёлке проживало 1209 человек (568 мужчин и 641 женщина); преобладающая национальность — русские (90%). По данным на 2005 год в посёлке проживало 1069 человек.
| 2002 | 2006  | 2010 |
| ---- | ----- | ---- |
| 1209 | ↘1069 | ↘371 |

## Расположение
Посёлок Остафьево расположен примерно в 9 км к северо-западу от центра города Подольска. Ближайшие населённые пункты — деревня Никульское и село Остафьево.
Рядом с посёлком расположен аэропорт Остафьево.
Здесь находится Управление (штаб) МА ВМФ (микрорайон «Гарнизон Остафьево»).